# Paco Cepero
Paco Cepero, de artiestennaam van Francisco López-Cepero García (Jerez de la Frontera (provincie Cádiz), 6 maart 1942) is een Spaans flamencogitarist, flamenco-componist. Hij geniet in Spanje vermaardheid als liedjesschrijver-componist van het populaire Spaanstalige lied. Daarnaast is hij zeer actief als producer.

## Biografie

### Algemeen
Paco Cepero werd geboren in een 'gewone' Jerezaanse (payo) familie. Hoewel vaak vermeld, heeft zijn familie geen zigeuners in de stamboom. De cantaor José Cepero is een volle neef van vaders zijde.
Paco Cepero -autodidact- speelt gitaar sinds zijn 8e jaar. Als voornaamste invloed noemt hij Diego del Gastor. Ook Javier Molina Cundí en Rafael del Águila zijn grote voorbeelden. Grootheden uit vroegere en nabijere tijden voor hem zijn:Niño Ricardo, Sabícas, Manolo de Huelva, Melchor Marchena en Esteban Sanlúcar.
Cepero is befaamd om zijn kennis van het flamencorepertoire en zijn gedreven liefde voor de flamencomuziek. Hij staat bekend om zijn pure, ingetogen spel. Wars van elke show of overbodige franje borduurt hij voort op de tradities van voorgaande generaties gitaristen. De laatste jaren blijkt hij toch licht gevoelig voor moderne innovaties. Hij is vermaard om zijn technische vaardigheden, waarbij hij met de specifieke gitaartechnieken van Jerez (bijvoorbeeld de alzapúa, duimtechniek aanslag) de virtuoze grenzen voorbij streeft.
Paco, ooit als zanger begonnen, zegt van zichzelf een gefrustreerd vocalist te zijn. Hij verspeelde zijn stem door verkeerd stemgebruik en veel roken. Toch verkreeg hij als zanger zijn uitgebreide kennis van de cante (flamenco liederen) waardoor hij al sinds de jaren 70 een van de meest gevraagde begeleiders van de cante flamenco is: om goed te begeleiden is waarderen van de cante en kennis van het repertoire essentieel. Flamenco is voor Paco in de eerste plaats cante, waarbij de functie van de gitaar altijd een ondersteunende is.
Waar de meeste flamencogitaristen bij het begeleiden soms welwillend enige commerciële concessies om een nummer 'wat lekkerder in het gehoor te laten liggen' doen, doet Paco in zijn begeleidende flamencowerk uiterst zelden concessies aan de commercie. Sinds hij in 2000 terugkeerde naar Jerez, feitelijk levend van zijn royalty's als componist, legt hij zich toe op het spelen van Flamenco Puro –pure flamenco, en zijn concessies uitgesloten.

### Loopbaan
Paco debuteerde als flamenco-professional in 1958 op 16-jarige leeftijd in het Gran Teatro Falla van Cádiz.
In 1963 begeleidde hij La Paquera op tournee door Spanje, waarna hij in Madrid neerstreek om te werken in het tablao "Los Canasteros" van Manolo Caracol). 

Na zijn vertrek uit Madrid trad hij op in talloze tablaos en feestzalen, reisde tot 1970 als sologitarist of als begeleider van talloze zangers van de cante flamenco Europa, Amerika en Azië door.
Intussen bleef hij toegewijd zijn liefde voor de flamenco en zijn gitaar exploreren, onder andere door het schrijven en componeren van cantes vooral voor de cantaor (flamenco zanger) El Chiquetete en het componeren van falsetas (gitaarsolo's); intro's en 'interludiae' van de cante flamenco.
Sinds de jaren 70 begeleidde Paco Cepero talloze cantaores en stond hij een enorme stoet aan flamencozangers tijdens plaatopnamen bij, waaronder: Manolo Caracol; La Paquera; Tío Borrico; Perrate; Juan Talega; Rancapino; La Perla de Cádiz; Fernanda (de Utrera); Terremoto; El Librijano; Sordera; Anonío Mairena; El Turronero; Santiago Donday etc... Camarón!

### Componist
Naast zijn werk als flamencogitarist, bezit Paco Cepero een buitengewoon talent als componist van talloze hits in Spanje en de Spaanstalige wereld: hij componeerde en schreef meer dan 800 andere nummers, al dan niet rakend aan flamenco. Afnemers waren meer of minder bekende Spaanstalige artiesten als Isabel Pantoja; Julio Iglesias; Lolita Rocío; Jurado; María Jiménez en de eerder genoemde Chiquetete.

### Laureaten
Bewijzen van zijn klasse als tocaor flamenco – flamencogitarist, zijn de talloze prijzen die hij over de lengte van zijn ruim 50-jarige carrière vergaarde:
- Premio Nacional de Jerez en el año 1975 (Nationale prijs van Jerez in 1975),
- Premio Melchor de Marchena del Concurso Nacional de Arte Flamenco de Córdoba en el año 1977
- Castillete de oro de la Unión, además de el Yunque de oro de la ciudad de Ceuta,
- Premio Melchor de Marchena de Acompañamiento y el Cabal de Plata del Círculo de Bellas Artes del año 1999.
- Premio Nacional de Guitarra Flamenca de la Cátedra de Flamencología y Estudios Folklórico
- Andaluces de Jerez (adscrita a la Universidad de Cádiz)
- Castillete de Oro del Festival del Cante de las Minas
- Yunque de Oro del Festival de Ceuta
- Cabal de Plata del Círculo de Bellas Artes de Madrid
- Premio Calle Alcalá del Festival de Madrid
- Medalla de la Provincia de Cádiz
- Medalla al Mérito de las Bellas Artes del Ministerio de Cultura

## Discografie
Naast talloze opnamen in dienst van anderen, maakte Paco Cepero vier solo cd's:
- “Amuleto” (1977)
- “De pura cepa” (2000)
- “Corazón y bordón” (2004)
- “Abolengo” (2007)

## Paco Cepero op YouTube
- Paco Cepero op Youtube